# Фонд різдвяних віньєток
Julemærkefonden (буквально «Фонд різдвяної марки») — данська благодійна організація, яка керує чотирма так званими домами різдвяної віньєтки для дітей із соціальними проблемами. Для фінансування своєї діяльності випускає щорічну різдвяну віньєтку.

## Історія

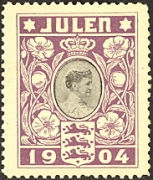
Перша данська різдвяна віньєтка 1904 року

Фонд веде свою історію від 1903 року, коли службовець пошти, а згодом начальник пошти Ейнар Голбьолл (Einar Holbøll) задумав ідею данської різдвяної віньєтки, з продажу якої мала фінансуватися робота з хворими дітьми. Було створено Комітет з різдвяних печаток, і 1904 року випущено першу данську різдвяну віньєтку. Вона коштувала 2 ере і містила портрет королеви Луїзи. 1911 року за отримані кошти в Коллінгу відкрито туберкульозний санаторій (тепер готель Коллінгфіорд). Його негайно передали Foreningen til Tuberkulosens Bekæmpelse.
Комітет різдвяних віньєток вирішив, що надалі кошти буде спрямовано на створення та функціонування дитячих санаторіїв. Перші два Будинки різдвяних віньєток відкрито 1912 року. Вони містились у двох колишніх сирітських притулках у Юельсмінде та Меркеві (Mørkøv). Третій заклад побудовано в Свендборзі в 1913—1914 роках.
У 1029 (1920 чи 1929?[уточнити]), фонду запропоновано за низькою ціною маєток Ліндерсвольда у Факсе. 1938 року колишній будинок редактора, на ім'я Єссенс у Фіордмарку поблизу Фленсборг-фіорду перетворено на Дім різдвяної марки. У травні 1939 року в Гобро урочисто відкрито спеціально побудований Дім різдвяної марки.
1948 року фонд придбав віллу Kildemose в Олстеді в Північній Зеландії. Її перетворили на різдвяний будинок для дітей. Дім різдвяної віньєтки в Юельсмінде 1957 року передано Den Kellerske Anstalt у Брейнінгу.
1962 року відкрито Дім різдвяної віньєтки у Скельскьорі. Тепер комітет керував загалом сімома закладами, в яких перебували 283 дитини.
Кілька Домів різдвяної віньєтки продані в 1970-х роках.